# Tegernsee
Der Tegernsee liegt rund 50 km südlich von München in den Bayerischen Alpen und ist ein Ausflugs- und Fremdenverkehrsziel. Er zählt zu den saubersten Seen Bayerns, da bereits in den 1960er Jahren eine durchgängige Ringkanalisation um den See geschaffen wurde.
Der See liegt im Landschaftsschutzgebiet Schutz des Tegernsees und Umgebung. Er ist Eigentum des Freistaates Bayern und wird verwaltet durch die Bayerische Verwaltung der staatlichen Schlösser, Gärten und Seen, Außenstelle Chiemsee in Prien.

## Namensgebung
Der Name des Sees ist erstmals in der Form Tegarinseo aus dem Jahr 796 überliefert, als die fürstlichen Brüder Oatkar und Adalbert ein Kloster am tegarin seo, das ist althochdeutsch und heißt großer See, gründeten. Ein keltischer Wortstamm mit der Bedeutung Herr oder Fürst kommt infrage, aber auch die bei benachbarten Ortsnamen wie Tegernbach oder Tegerndorf angenommene Herkunft von Lehm-Tiegel. Eine historische Quelle des 19. Jahrhunderts führt den Namen auf das Volk der Tiguriner zurück.

## Geschichte
Während der letzten, als Würm-Kaltzeit bezeichneten Eiszeit reichte die Tegernseer Zunge des Inn-Gletschers mit einem Maximum vor etwa 20.000 Jahren bis weit nach Norden in die Ebene hinein. Durch seine erosiven Kräfte schuf der Gletscher ein Zungenbecken, das sich später mit Wasser füllte. Die langgestreckte Form des Tegernsees lässt diese glazialmorphologische Entstehung deutlich erkennen.

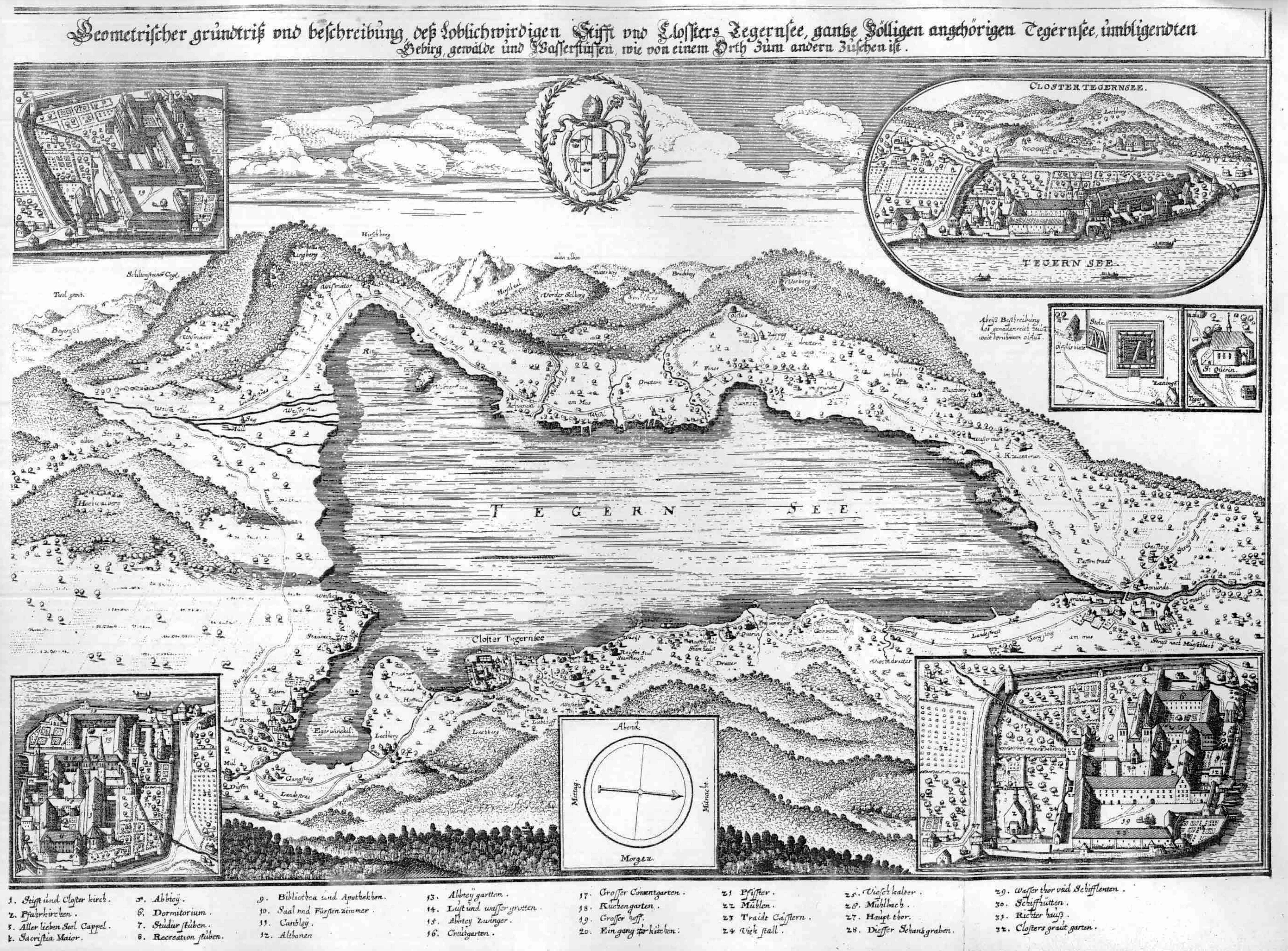
Der Tegernsee. Darstellung von Matthäus Merian in Topographia Bavariae, 1665

Vor etwa 10.000 Jahren begannen die Eis- und Schneemassen in der Voralpenregion zu schmelzen und das Tegernseer Becken wurde eisfrei. Die flache Uferebene im Süden wurde durch Sedimente der Rottach und der Weißach aufgeschüttet, die Uferbereiche auf den Längsseiten bei Tegernsee und Bad Wiessee sind Schutthalden sowie Schwemmkegel der einfließenden Bäche. Die Fläche des Sees hatte etwa die doppelte Ausdehnung und der Seespiegel lag etwa 15 Meter höher als heute. Auf den anfänglichen Gesteins- und Schotterablagerungen bildete sich langsam eine Bodenkrume, die die Voraussetzung für eine tundrenähnliche Flora war. Im Laufe der Zeit bildete sich eine geschlossene Berg-Mischwaldzone aus Fichten, Buchen und Tannen.
Diese dicht bewaldete Bergwelt rund um den Tegernsee hatte nur einen geringen Anreiz für eine Besiedlung durch den Menschen. Es wurde unter der nördlichen Chormauer des Klosters Tegernsee eine Bronzenadel aus der frühen Bronzezeit gefunden, die darauf hindeutet, dass Menschen damals die Region durchwanderten, jedoch gab es keinen Nachweis einer frühen Besiedlung des Tegernsees.
Erst zu Beginn des 6. Jahrhunderts beginnt auch die Geschichte des Tegernsees, als der Stammesverband der Baiern als politische Einheit entstand und sich der Herrschaftsanspruch der Agilolfinger festigte. Die Geschichte des Tegernsees ist eng mit der des gleichnamigen Klosters verbunden. Häufig werden in der Literatur die zwei fürstlichen Brüder und möglichen Gründer des Klosters Tegernsee, Adalbert und Oatkar angegeben, die ein Gotteshaus am „tegarin seo“ stifteten, und so kam der See wahrscheinlich im 8. Jahrhundert zu seinem Namen. Das Kloster war der einzige Grundeigentümer am Tegernsee und leitete die Rodung und den Landausbau.

## Geographie

### Allgemeines
Der See ist Teil des Stadtgebietes von Tegernsee. Die übrigen vier Gemeinden des Tegernseer Tals haben nur Anteil am Seeufer: Gmund am Tegernsee, Rottach-Egern, Kreuth und Bad Wiessee. Im Gegensatz zu vielen anderen oberbayerischen Seen sind die Ufer des Tegernsees fast vollständig öffentlich zugänglich. Häufig sind diese intensiv mit Schilf bewachsen. Der Tegernsee hat im Süden zwei größere Buchten sowie eine Insel. Die Mangfall bildet bei Gmund am Tegernsee den Abfluss des Tegernsees.

### Zulauf und Ablauf
Wichtigster Zulauf des Tegernsees ist die Weißach, die im Südwesten des Sees in den Ringsee mündet. Die Weißach entwässert das Kreuther Tal. Das südöstliche Talende des Tegernseer Tals wird von der Rottach entwässert, dem zweitgrößten Zufluss des Tegernsees. Weitere bedeutende Zuflüsse sind der Alpbach im Osten und der Söllbach, der Breitenbach und der Zeiselbach im Westen des Sees. Alle größeren Zuflüsse des Tegernsees sind begradigt und zum Hochwasserschutz verbaut. Hochwasserdämme kennzeichnen die letzten Kilometer der größeren Zuflüsse.
Neben den genannten Zuflüssen mündet eine Vielzahl kleinerer Bäche direkt in den Tegernsee. Dazu zählen beispielsweise der Quirinbach und der Grambach bei Sankt Quirin und der Weidenbach im Nordwesten des Sees. Darüber hinaus wird das durch den Mühlbach, einen Kanal, von der Weißach abgezweigte Wasser direkt in den Ringsee geleitet.
Am Westufer im Gebiet von Bad Wiessee entspringt eine kleine, natürliche Erdöl-Quelle, die schon im Mittelalter als Quirinus-Öl vermarktet wurde. Die Quelle gilt als versiegt, winzige Ölmengen treten aber weiterhin gelegentlich aus.
Einziger Abfluss des Tegernsees ist die Mangfall, durch die das Wasser des Tegernsees bei Rosenheim in den Inn gelangt.

### Gliederung
An der Südseite des Sees befinden sich zwei Buchten, nämlich der Ringsee im Südwesten und die Egerner Bucht, früher Obersee genannt, im Südosten. Der übrige Teil des Tegernsees, einschließlich der Finnerbucht im Westen, wurde bis ins 19. Jahrhundert Weitsee genannt.

#### Egerner Bucht (Egerer See, Malerwinkel)

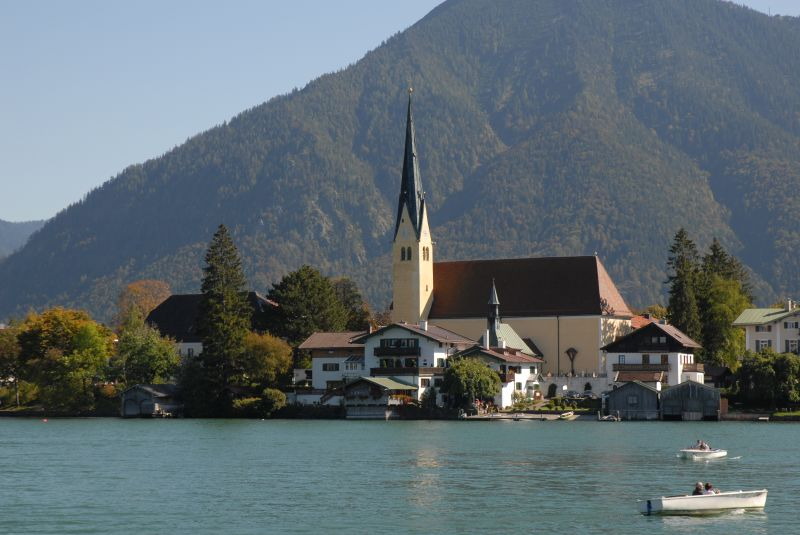
Die St.-Laurentius-Kirche in Rottach-Egern

Der rund 40 Hektar große, durch die Halbinsel Point auf eine Breite von ca. 170 Metern abgeschnürte Seeteil im Südosten, wo die Rottach zufließt, heißt Egerner Bucht. Die Bucht wird im lokalen Sprachgebrauch Malerwinkel genannt, da früher sehr oft Maler am Ufer saßen und die Kirche St. Laurentius in Egern malten.
Am Ausgang der Egerner Bucht existiert bereits seit 500 Jahren ein Fährbetrieb zwischen dem Seehotel Überfahrt in Rottach-Egern und der Halbinsel Point in Tegernsee. Die Entfernung zur anderen Uferseite beträgt etwa 400 Meter und wird mit einem traditionellen Ruderboot überbrückt.

#### Ringsee

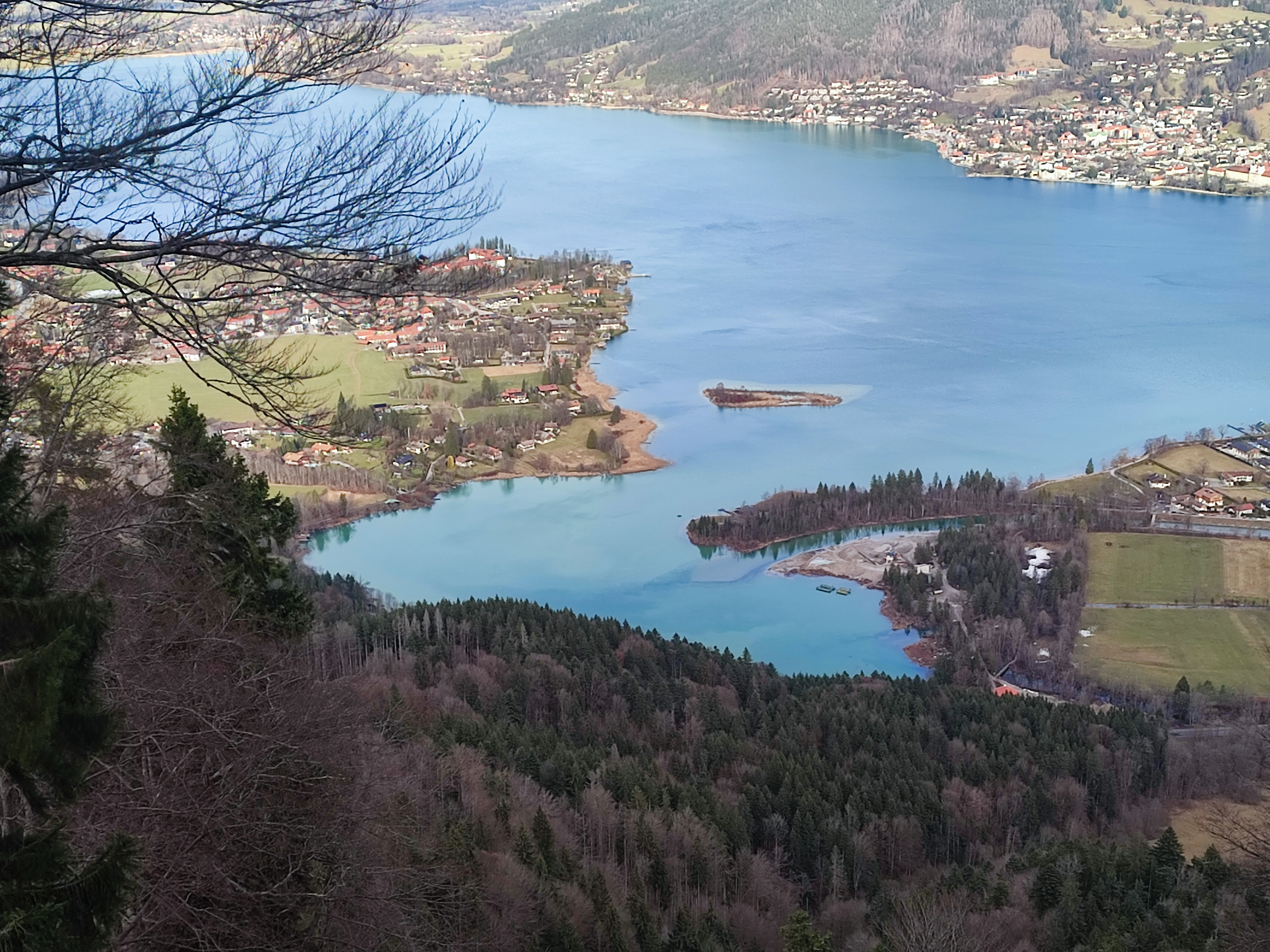
Blick auf den Ringsee

Im südwestlichen Bereich des Tegernsees, nahe dem Ortsteil Ringsee der Gemeinde Kreuth, befindet sich die gleichnamige Bucht. Der Name Ringsee kommt von „gering“ und macht den Gegensatz zum „großen“ Tegernsee deutlich. Die Bucht mit einer Größe von ca. 300 mal 600 m (14,2 ha) liegt direkt im Mündungsbereich der Weißach.

#### Finnerbucht
Eine weitere namentlich bezeichnete 200 Meter tiefe Einbuchtung ist die Finnerbucht am nördlichen Ortsausgang von Bad Wiessee, in der Nähe des kleinen Ortsteils Winner (Winnerhof, mit der Spielbank), jedoch benannt nach dem unmittelbar südlich davon gelegenen Finnerhof. Sie nimmt eine Fläche von rund 3 ha ein. Die Finnerbucht gehört zu den durch die Tegernseeschutzverordnung geschützten Seebereichen.

### Insel
Dem Ringsee vorgelagert ist die kleine Ringseeinsel. Sie gehört ebenso wie der See zur Stadt Tegernsee.

## Natur

### Naturschutz
Der Tegernsee liegt innerhalb des etwa 9274 Hektar umfassenden Landschaftsschutzgebietes Schutz des Tegernsees und Umgebung, das im Jahr 1956 ausgewiesen wurde.

### Umweltprobleme
Aufgrund der anwachsenden Bevölkerungszahlen, des steigenden Tourismus und des sich ansiedelnden Gewerbes wurde der Tegernsee in den 1950er Jahren durch die Abwässer der umliegenden Gemeinden sehr stark belastet. Die nährstoffreichen Abwässer, die das biologische Gleichgewicht des Tegernsees zerstörten, hatten eine Überentwicklung der Burgunderblutalge zur Folge. Es drohte ein Badeverbot im Tegernsee. Aufgrund dieser ökologischen und ökonomischen Gefahren gründeten am 7. September 1956 die fünf Talgemeinden den Zweckverband zur Abwasserbeseitigung am Tegernsee mit dem Ziel, eine gemeinsame Ringkanalisation und eine zentrale biologische Kläranlage im Louisenthal zu erbauen. Ende des Jahres 1957 wurden die Kanalbauarbeiten des „Ringkanals“ begonnen und nach achtjähriger Bauzeit im Jahre 1965 mit der Einweihung des Klärwerkes beendet.
Was als „Ringkanal“ bezeichnet wird, ist vielmehr eine Gabellösung bestehend aus einem Ost- und einem Westsammler. Der Westsammler beginnt am Ringsee und befördert die Abwässer der Orte Ringsee, Bad Wiessee und von Gmund. Der Ostsammler beginnt in Weißach, führt über die Aribo- und Kobelstraße an das Seeufer, anschließend um die Egerner Bucht herum nach Tegernsee bis Gmund. Dort kreuzt er die Mangfall und läuft mit dem Westsammler zusammen in das zentrale Klärwerk im Louisenthal.
Die Kosten des gesamten Projektes beliefen sich auf etwa 21,5 Millionen Euro. Durch weitere Sanierungs- und Erweiterungsmaßnahmen entstanden seit der Errichtung zusätzlich Kosten in Höhe von etwa 17,9 Millionen Euro. Die Ringkanalisation um den Tegernsee war damals weltweit die erste ihrer Art und ermöglicht, dass die Badequalität des Tegernsees und seine Ökologie erhalten bleiben. Die Bauvorhaben in den umliegenden Gemeinden sind über sogenannte Einwohnergleichwerte an die Kapazität des Klärwerks gekoppelt. Im Jahr 2000 wurden durch Investitionen von über 10 Millionen Euro in Sanierung und Verbesserung der Abwassertechnik etwa 6.000 weitere Einwohnergleichwerte geschaffen.

## Wirtschaftliche Bedeutung

### Trinkwasserversorgung
Eine besondere Bedeutung hat der Tegernsee für die Sicherstellung der Trinkwasserversorgung der Landeshauptstadt München und als Hochwasserrückhaltebecken für das untere Mangfalltal. Schon vor über einhundert Jahren wurde ein Anstauen des Sees zu diesem Zwecke diskutiert.

### Fischerei
Der für Berufsfischer bedeutsame Bestand an Renken ist ebenso zurückgegangen wie der Bestand an Seesaiblingen. Sportfischer finden Hecht, Regenbogenforelle, Schleie sowie auch Karpfen und Zander.

### Freizeit und Tourismus
Der Tegernsee stellt für die umliegenden Gemeinden einen wichtigen Wirtschaftsfaktor für den Tourismus und die angebotenen Gesundheitsdienstleistungen rund um den See dar, er wird durch die Tegernseer Tal Tourismus GmbH koordiniert. Die Einnahmen der fünf Gemeinden des Tegernseer Tals aus dem Tourismus betrugen im Jahr 2019 etwa 296 Millionen Euro. Der Tagestourismus, mit 4,0 Millionen Aufenthaltstagen im Jahr 2019, steuert etwa 1/3 der Gesamteinnahmen aus dem Tourismus bei. Nach einer Studie des Deutschen Wirtschaftswissenschaftlichen Instituts für Fremdenverkehr e. V. an der Universität München (dwif e. V.) betrugen die durchschnittlichen Tagesausgaben eines Tagestouristen 23,70 Euro. Daraus resultierte im Jahr 2019 ein Gesamtumsatz in Höhe von 94,8 Mio. Euro. Nach Zahlen der Tourismusorganisationen für das Jahr 2009 besuchen die Alpenregion Tegernsee Schliersee 6,5 Mio. Tagesgäste. Im gesamten Landkreis Miesbach entfallen auf die Ausgaben von Tagesausflüglern 118,3 Mio. Euro. Der Großteil der Übernachtungen findet in Privatquartieren und kleinen Beherbergungsbetrieben statt. Im Jahr 2008 entfielen in der gesamten Alpenregion Tegernsee Schliersee 1.980.823 Übernachtungen auf Beherbergungsbetriebe mit neun und mehr Betten und 476.387 Übernachtungen auf Betriebe mit weniger als neun Betten. Neben dem Erholungstourismus spielt auch der Kongress- und Seminar-Tourismus eine immer wichtigere Rolle. Eine Vielzahl von Hotels beherbergt große und kleine Konferenzen und Workshops für nationale und internationale Unternehmen. Insbesondere im Großraum München ansässige Firmen nutzen diese Angebote.

## Verkehr
Vorbei am Tegernsee führt im Osten die Bundesstraße 307 und im Westen die Bundesstraße 318. Sie treffen nördlich und südlich des Sees aufeinander. In jeder der fünf Gemeinden gibt es Busparkplätze. Östlich des Sees verläuft zwischen Gmund und Tegernsee der Südabschnitt der Bahnstrecke Schaftlach–Tegernsee; in beiden Ortschaften gibt es Bahnhöfe.

## Image und Rezeption
Während der Zeit des Nationalsozialismus hatten mehrere nationalsozialistische Größen wie Heinrich Himmler oder Max Amann Anwesen am Tegernsee. 
Der Begriff Lago di Bonzo (in Anlehnung an Bonze) etablierte sich in den 1960er Jahren. Die Nachfrage nach Wohnungen am Tegernsee ist ungebrochen und führt zu hohen Immobilienpreisen. Für Ferienhäuser sind die Preise die höchsten im deutschen Alpenraum. Nach Angaben der Immobilienwirtschaft kosten „In den sehr guten Lagen … Ein- und Zweifamilienhäuser mit hochwertiger Ausstattung in erster Seereihe bis zu 10 Mio. Euro.“
Bekannte Bewohner des Tegernseer Tals sind beziehungsweise waren unter anderem Ludwig Erhard († 1977; Bundeskanzler), Otto Beisheim († 2013; Mehrheitsaktionär Metro Group), Thomas Enders (ehemaliger CEO Airbus), Uli Hoeneß (FC Bayern München), Thomas Stein (ehemals BMG Music), Antje-Katrin Kühnemann († 2025; Fernsehärztin, u. a. Bayerischer Rundfunk), Robert Lembke († 1989), Alexander Schalck-Golodkowski († 2015; DDR-Staatssekretär), Wolfram Weimer (Kulturstaatsminister), Willy Bogner junior (ehemaliger Skiläufer und Modeunternehmer), Manuel Neuer, Philipp Lahm (beide Fußball-Weltmeister 2014), Gunter Sachs († 2011), Hubert Burda (Verleger) und Hanne Haller († 2005; deutsche Schlagersängerin, Komponistin); Manfred Bischoff (Vorsitzender des Daimler-Aufsichtsrats), Jürgen Großmann (RWE), Franz Markus Haniel (Metro), Jochen Holy (Boss), Gerd Strehle (Strenesse), Peter-Alexander Wacker (Wacker Chemie), Klaus Gehrig (Lidl), Friedrich Merz (CDU, Blackrock), Hans-Jürgen Schinzler (Munich Re), Leopold Stiefel (Media Saturn), Alischer Usmanow (Gasprom).
Im Tegernseer Tal spielt die Geschichte Der Brandner Kaspar von Franz von Kobell, die zuletzt 2008 als Die Geschichte vom Brandner Kaspar mit Franz Xaver Kroetz als Brandner Kaspar und Michael Bully Herbig verfilmt wurde.

## Galerie

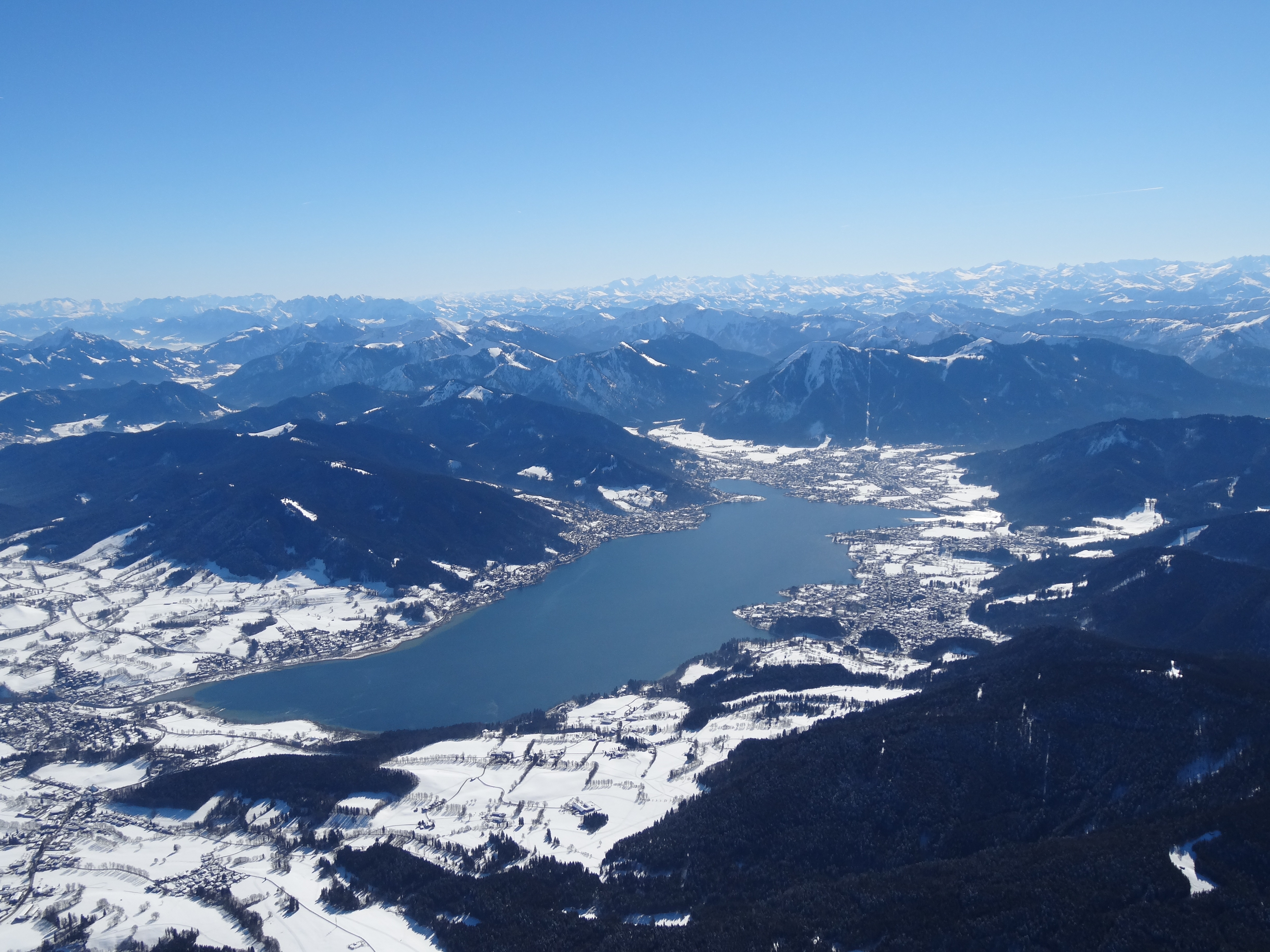
Der Tegernsee im Winter von Nordwesten aus gesehen
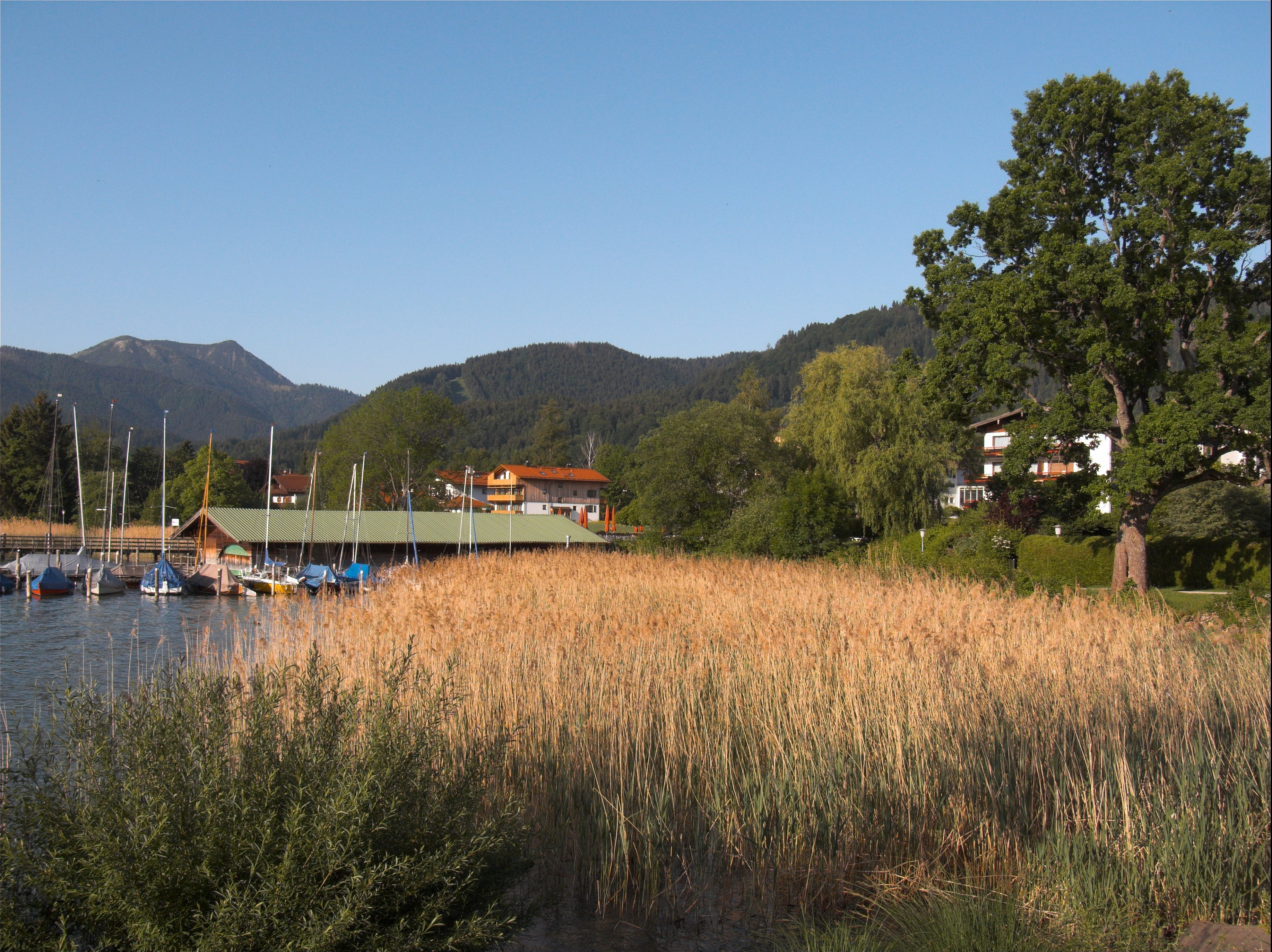
Typisches Schilfufer bei Bad Wiessee
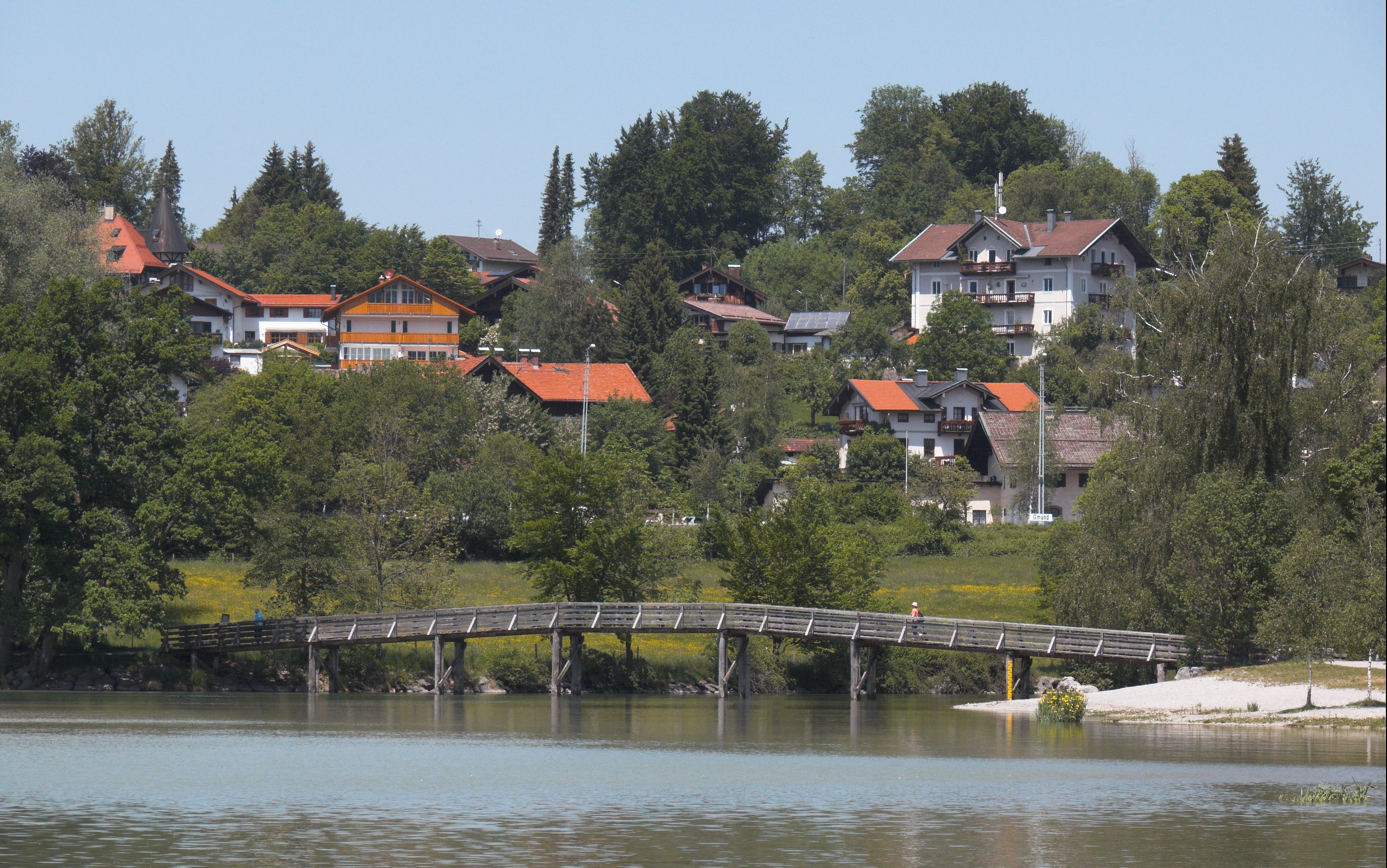
Abfluss am Mangfall-Steg in Gmund
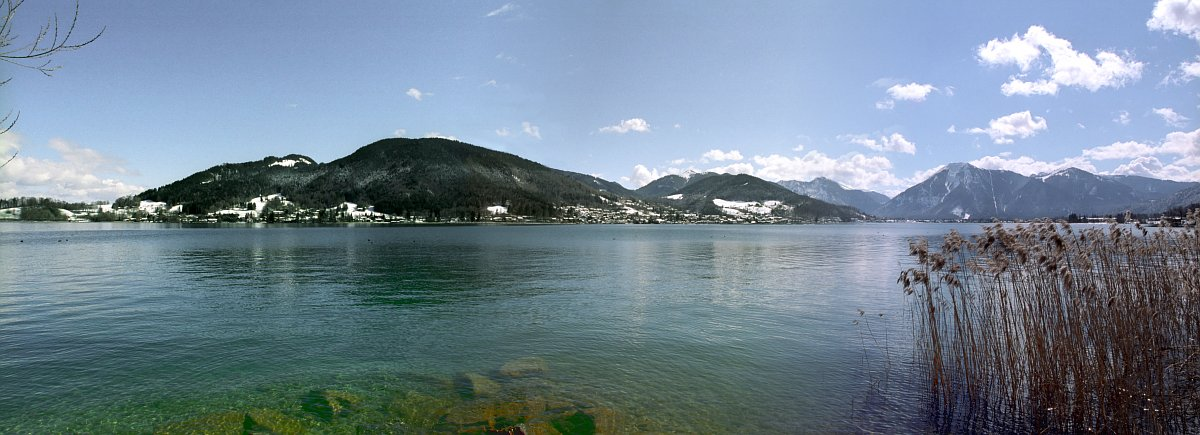
Blick über den Tegernsee von Bad Wiessee
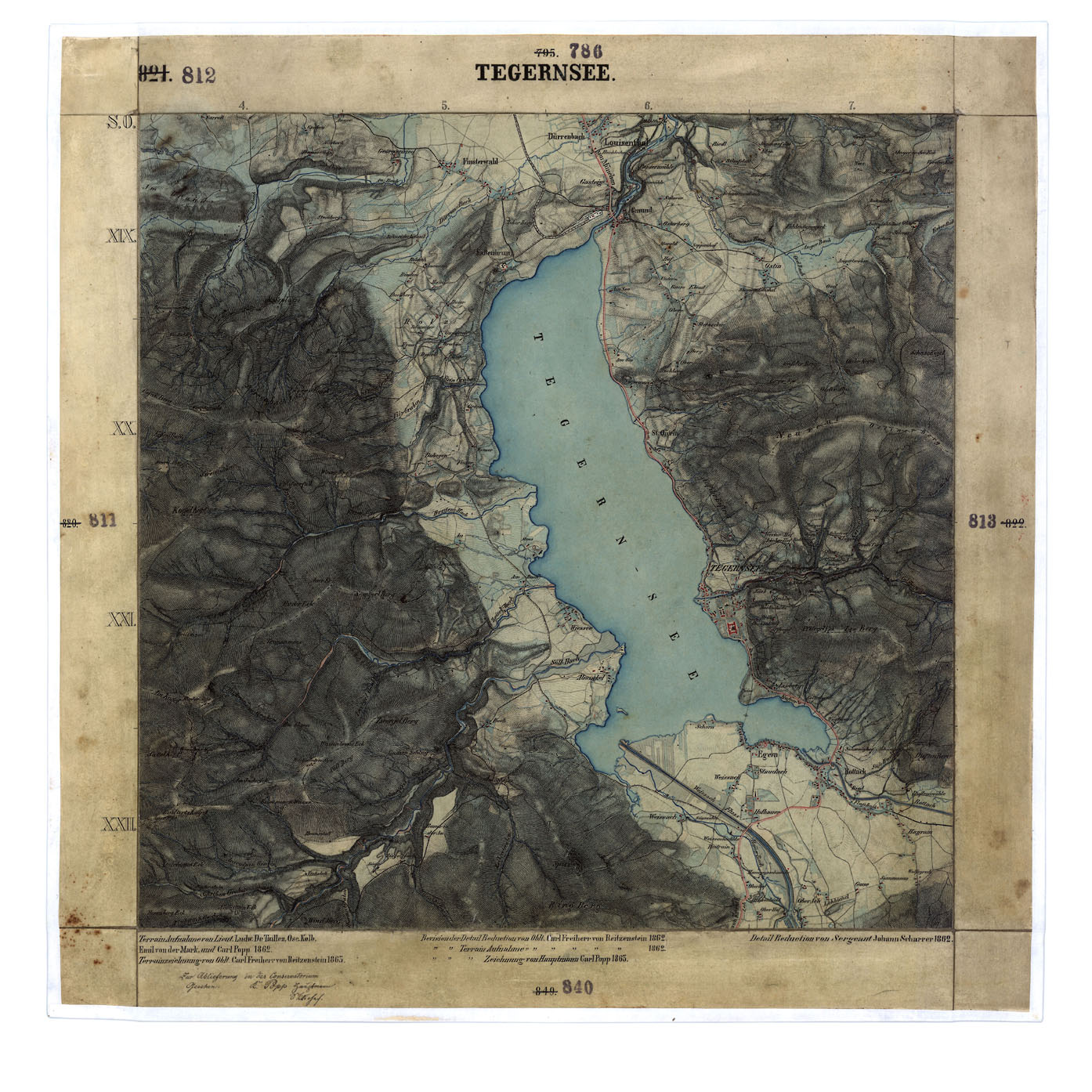
Historische Karte (1862)